# Dobok

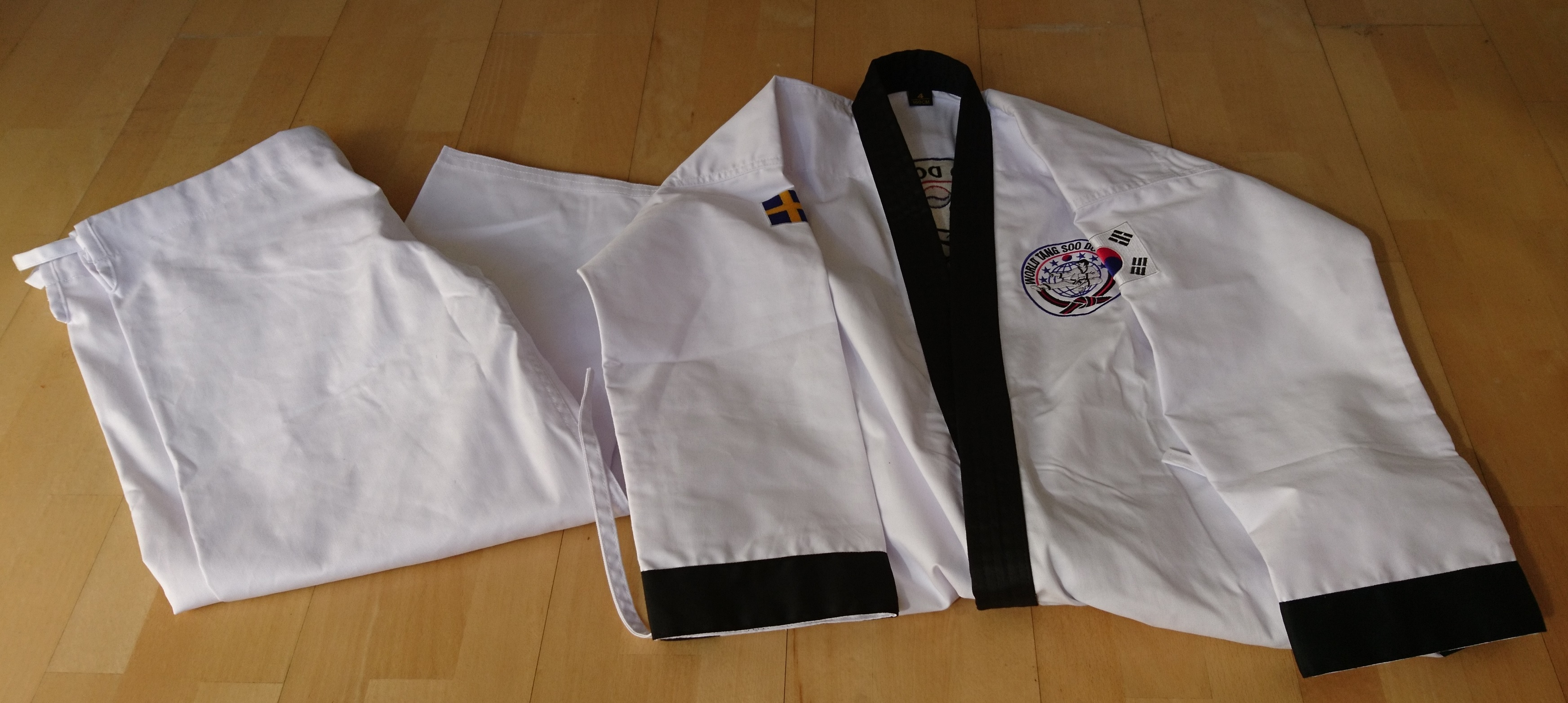
Black Belt Tang Soo Do Dobok

Dobok is de Koreaanse benaming voor het uniform dat beoefenaren van Koreaanse vechtkunsten dragen bij de training.

## Taekwondo
Per stijl kan de dobok van vorm en kleur verschillen. Over het algemeen lijkt de dobok op de Japanse gi, zij het dat de pijpen van de broek vaak breder en langer zijn. In taekwondo is het jasje van de dobok een soort van kiel met een V-hals (WTF). Soms wordt met de kleur van de V-hals de graad van de beoefenaar aangegeven. Bij ITF taekwondo is bij de Gup graden de pak volledig wit met in de jas een rits of klittenband sluiting aan de voorzijde van het pak. 1e Dan t/m 3e Dan heeft de onderkant van het jasje afgebiesd met een zwarte rand. Bij 4e Dan en hoger is de onderkant van het jasje afgebiesd met een zwarte rand en loopt er vanaf de zijkant van de schouders naar de onderkant van armpijp en op de broek van de heup naar de onderkant van de pijp een zwarte bies.

## Band
Rondom de dobok wordt de zogenaamde tti (띠) gedragen. Met de kleur van deze band wordt de dan- of gup-graad van de beoefenaar weergegeven.

## Versierselen
De dobok kan voorzien zijn van een embleem van de organisatie waarbij de beoefenaar aangesloten is. Ook ziet met op de rug vaak de naam van de stijl of de naam van de school geschreven. Er zijn echter ook mensen die gewoon een witte of zwarte dobok verkiezen, zonder franje.

## Kumdo
De broek van kumdo beoefenaren is vaak heel erg wijd. Deze broek wordt chima baji (치마바지) genoemd, rok-broek.

## Hanbok
Sommige stijlen gebruiken een uniform die is afgeleid van de Koreaanse hanbok, of draagt men gewoon een hanbok. De reden hierachter is dat de gewone dobok afgeleid zou zijn van de Japanse gi.